# Thermes du Mont Cornadore
Les thermes du Mont Cornadore sont des thermes situés sur la commune de Saint-Nectaire dans le département français du Puy-de-Dôme, en région Auvergne-Rhône-Alpes.

## Historique
Les bains du Mont Cornadore sont créés en 1832, avec la villa des Bains (1839) et un hôtel (1841). Entre 1873 et 1875, l’ensemble est agrandi et modernisé,.

### Protection
L'établissement thermal est inscrit au titre des monuments historiques par arrêté du 3 février 2011.

## Description
L’établissement se compose d’une façade en briques peintes, d’une galerie vitrée au sol orné de frises florales, desservant deux ailes de cabines. À l’arrière, la Villa abrite les salles de pulvérisation et de source.